# Georges Delfosse (homme politique)
Pour les articles homonymes, voir Delfosse.
Ne pas confondre avec Georges Delfosse, un peintre canadien.
Georges Delfosse, né le 25 octobre 1921 à Lille et mort le 24 janvier 1988 dans la même commune, est un homme politique français ayant été élu député du Nord de 1978 à 1988. Il a également été maire de Lambersart et conseiller général du Nord.

## Biographie
Né à Lille en 1921, Georges Delfosse est dans sa jeunesse membre de la Jeunesse ouvrière chrétienne avant de s'engager en politique dans la commune de Lambersart, dans la proche banlieue de Lille. Conseiller municipal de cette commune en 1965, il est six ans plus tard adjoint du maire Jules Maillot. En 1973, Delfosse sort vainqueur de l'élection du nouveau maire. Il conserve ce mandat jusqu'à sa mort, Marc-Philippe Daubresse, qui figure parmi ses adjoints, lui succède à la fonction de maire.
Delfosse est élu en 1976 conseiller général du canton de Lille-Ouest, mandat qu'il conserve jusqu'à sa mort, sa femme Jeanine lui succède ensuite. Au niveau national, Delfosse est suppléant de Norbert Ségard, élu député de la première circonscription du Nord en 1978. Comme Ségard est nommé au gouvernement, Delfosse peut siéger à l'Assemblée nationale sous la bannière de l'UDF. Il est réélu en 1981 et en 1986. Delfosse décède durant son troisième mandat en janvier 1988 à Lille,.